# Городская усадьба Кожиных

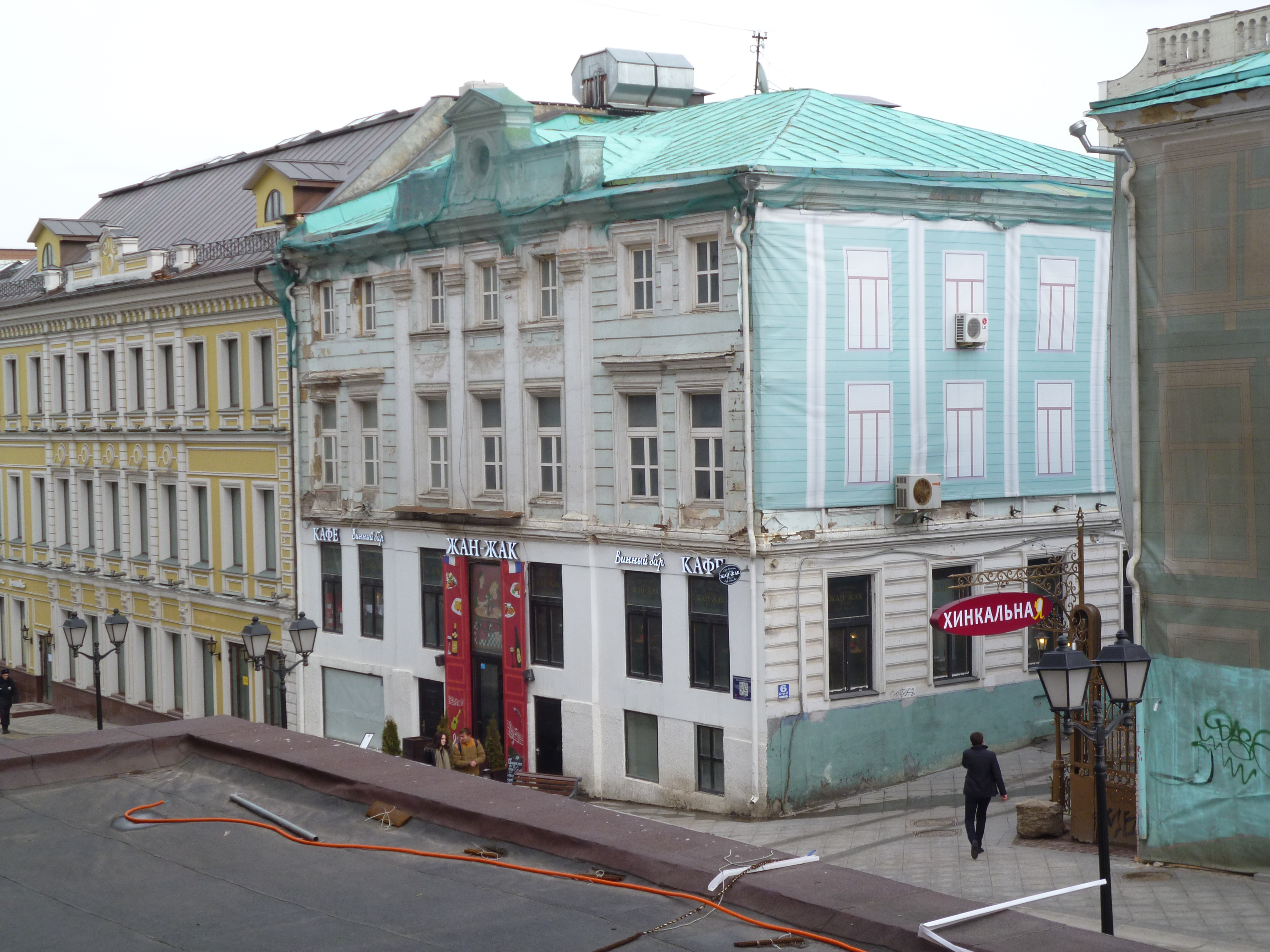
северо-восточный флигель, д.6 стр.1

Городская усадьба Кожиных — историческая усадьба в центре Москвы, расположенная по адресу Столешников переулок, дом 6 строения 1, 2, 3, 5. Главный дом усадьбы (строение 2) был построен в 1760-х годах по заказу капитан-поручика Иосифа Ивановича Кожина — объект культурного наследия федерального значения.

## История
Усадьба в Столешниковом переулке вблизи церкви Космы и Дамиана в Шубине принадлежала в XVII веке князьям Жировым-Засекиным. В первой половине XVIII века перешла в собственность князей Сонцовых-Засекиных, а в 1752—1755 годах владельцем усадьбы стал капитан-поручик О. И. Кожин. На его средства между 1760 и 1764 годами были построены двухэтажные каменные палаты, которые в 1810 году были надстроены его сыном, гвардии прапорщиком Н. О. Кожиным. Тогда же появились симметричные двухэтажные флигели с переходами к торцам главного дома — так сформировался парадный двор (современный адрес — Столешников переулок д.6 стр.1, 5) — объекты культурного наследия регионального значения., в 1802 г. построен ещё одно строение (современный адрес — Столешников переулок д.6 стр.3) — выявленный объект культурного наследия.
В 1812 году во время оккупации Москвы наполеоновскими войсками во дворе усадьбы французами были расстреляны 18 человек, обвинявшихся в поджогах.
В 1830-х годах усадьба, хозяином которой был П. П. Кожин, стала одним из центров культурной жизни Москвы. Хозяйкой литературного салона была жена помещика, Людмила Дмитриевна Кожина, урождённая Языкова (двоюродная сестра поэта Н. М. Языкова). Здесь часто бывали: В. А. Жуковский, Н. В. Гоголь и М. С. Щепкин, часто среди приглашённых бывала чета Хомяковых; А. О. Смирнова-Россет и В. Ф. Одоевский. По воспоминаниям А. О. Смирновой-Россет, несколько раз в доме для собравшихся играл М. И. Глинка, а хозяйка дома играла с ним дуэтом на арфе.
По некоторым сведениям, в 1835 году, во время приезда Гоголя в Москву, в доме Языковых-Кожиных писатель читал только что оконченные «Миргород» и «Арабески». Тогда же, для близких и знакомых писателя, среди которых были отец и сын Аксаковы, С. П. Шевырев и М. П. Погодин, Гоголь прочитал несколько отрывков из неоконченной пьесы «на острую злободневную тему». Уже 6 декабря 1835 г. Гоголь сообщил Погодину о завершении двумя днями ранее «Ревизора»: «Смеяться, смеяться давай теперь побольше. Да здравствует комедия! Одну наконец решаюсь давать на театр, прикажу переписывать экземпляр для того, чтобы послать к тебе в Москву, вместе с просьбою предуведомить кого следует по этой части. Скажи Загоскину, что я буду писать к нему об этом и убедительно просить о всяком с его стороны вспомоществовании, а милому Щепкину: что ему десять ролей в одной комедии; какую хочет, пусть такую берет, даже может разом все играть. Мне очень жаль, что я не приготовил ничего к бенефису его. Так я был озабочен это время, что едва только успел третьего дни окончить эту пиесу».
С. Т. Аксаков, встречавший Гоголя в то время в Москве на вечерах у Кожиной-Языковой, описывал писателя таким: «…Наружный вид Гоголя был тогда (в 1832-35 гг.) совершенно другой и невыгодный для него: хохол на голове, гладко подстриженные височки, выбритые усы и подбородок, большие и крепко накрахмаленные воротнички придавали совсем другую физиономию его лицу: нам показалось, что в нем было что-то хохлацкое и плутоватое. В платье Гоголя приметна была претензия на щегольство. У меня осталось в памяти, что на нем был пестрый светлый жилет с большой цепочкой.»
Здесь же, в конце 1830-х годов, под полицейским надзором проживал член Союза Благоденствия декабрист И. А. Фонвизин.
В 1873 году флигели были надстроены и расширены, но облик главного дома почти не изменился. На тот момент Кожины здесь уже не жили, а сдавали дом под разные нужды города. В главном доме располагалась гостиница «Германия». В 1870-х годах в здании усадьбы Кожиных располагалась литография художника В. Е. Маковского. В 1880-х годах в усадьбе размещались редакция «Шахматного журнала» и магазин «Крымский базар», торговавший морепродуктами, и магазин «Русь», продававший полотенца и кружева. До революции здесь жил архитектор К. А. Дулин.

## Современное состояние
В 2002 году мэр Москвы Юрий Лужков подписал распоряжение о расселении и «реконструкции» усадьбы Кожиных для «Центра гуманитарного и делового сотрудничества с российскими соотечественниками за рубежом». Проектная документация не была разработана. В 2013 году пустующий главный дом (строение 2), по сведениям Архнадзора, находился уже в пользовании бизнес-структуры Федеральной службы охраны России, которое обязалось провести полный комплекс реставрационных работ до осени 2017 года. Однако к началу 2016 года дом пребывает в прежнем состоянии: фасад небрежно обмазан серой штукатуркой и завешен сеткой.